# Fase de Classificació de la Copa del Món de Rugbi 2015-Amèrica
La Zona americana de classificació per a la Copa del Món de Rugbi de 2015 estava formada per 18 equips que competien per dos llocs per a la fase final d'Anglaterra i un lloc per a l'eliminatòria de repesca. Canadà i Estats Units es van qualificar per al torneig com a equips Amèrica 1 i Amèrica 2. Rússia va jugar una repesca, que va guanyar amb Rússia.

## Format
El format de la Classificació per la Copa del Món de Rugbi de 2015 a la Zona americana estava dividida en tres rondes basant-se en les competicions regionals.
El sistema establia, que un play-off entre les seleccions del Canadà i Estats Units atorgarien una plaça per a [[Copa del Món de Rugbi de 2015 |Anglaterra 2015]], mentre que el perdedor hauria de jugar una repesca contra un rival que sortiria d'un complex sistema de competició. Concretament, el rival del perdedor del Canadà vs Estats Units sortia de les competicions regionals del continent americà. Les edicions del NACRA Rugby Championship i del CONSUR Rugby Championship B de 2012 que servien de tret de sortida de la competició. Els guanyadors d'aquesta competició s'enfrontava en un partit per determinar el guanyador de la ronda 1. Ser el guanyador de la ronda 1 permetia ascendir a CONSUR Rugby Championship A a través d'una promoció amb el tercer classificat de l'edició de 2012. L'edició CONSUR Rugby Championship A de 2013 dirimia aquest tercer equips.

## Entrants
Equips participants en la competició, entre parèntesis el seu rànquing IRB a març de 2012.
- Bahames (87)
- Barbados (78)
- Bermudes (48)
- Brasil (35)
- Canadà (13)
- Illes Caiman (67)
- Xile (23)
- Colòmbia (75)
- Guyana (59)
- Jamaica (86)
- Mèxic (71)
- Paraguai (41)
- Perú (64)
- Saint Vincent i les Grenadines (76)
- Trinitat i Tobago  (50)
- Estats Units (17)
- Uruguai (21)
- Veneçuela (53)

### Qualified nations
- Argentina (Classificació Automàtica)
- Canadà (Amèrica 1)
- Uruguai (A través de la repesca)
- Estats Units (Amèrica 2)

## Ronda 1

### Ronda 1A: 2012 NACRA Rugby Championship
L'edició de 2012 de la NACRA Championship la disputaren nou equips. A continuació es poden veure el seu número al rànquing IRB com la seva puntuació a 19 de març de 2012.
Equips
- Bermudes 48è, 45,94
- Trinitat i Tobago  50è, 45,85
- Guyana 59è, 42,54
- Illes Caiman 67è, 41,23
- Mèxic 71è, 40,00 (nou rànquing)
- Saint Vincent i les Grenadines 76è, 39,30
- Barbados 78è, 39,13
- Jamaica 86è, 36,35
- Bahames 87è, 36,33

#### Zona 1

##### Ronda 1
El guanyador, les Illes Caiman es classifica per la Ronda 2 de la Zona 1 contra Bahamas i Bermuda.
| Posició | Nació        | Partits | Partits  | Partits  | Partits | Punts   | Punts     | Punts      | Taula de punts |
| Posició | Nació        | Jugats  | Guanyats | Empatats | Perduts | A Favor | En contra | Diferència | Taula de punts |
| ------- | ------------ | ------- | -------- | -------- | ------- | ------- | --------- | ---------- | -------------- |
| 1       | Illes Caiman | 2       | 1        | 0        | 1       | 64      | 32        | +32        | 6              |
| 2       | Mèxic        | 2       | 1        | 0        | 1       | 81      | 60        | +21        | 5              |
| 3       | Jamaica      | 2       | 1        | 0        | 1       | 33      | 86        | -53        | 4              |

| Mèxic | 68–14   | Jamaica | 24 de març de 2012 15:30 CDT (UTC-05) - La Ibero Santa Fe, Mexico City Assistència: 2,000 espectadors Àrbitre: Craig Joubert (Sud-àfrica) |
|       | [Fitxa] |         | 24 de març de 2012 15:30 CDT (UTC-05) - La Ibero Santa Fe, Mexico City Assistència: 2,000 espectadors Àrbitre: Craig Joubert (Sud-àfrica) |

| Jamaica | 19–18   | Illes Caiman | 7 d'abril de 2012 16:00 EST (UTC-05) - Utech Sports Field, Kingston Assistència: 150 espectadors Àrbitre: Keith Hodgkins (Bermuda) |
|         | [Fitxa] |              | 7 d'abril de 2012 16:00 EST (UTC-05) - Utech Sports Field, Kingston Assistència: 150 espectadors Àrbitre: Keith Hodgkins (Bermuda) |

| Illes Caiman | 46–13   | Mèxic | 21 d'abril de 2012 16:00 EST (UTC-05) - Truman Bodden Sports Complex, George Town Assistència: 1,400 espectadors Àrbitre: Paul Bretz (Estats Units) |
|              | [Fitxa] |       | 21 d'abril de 2012 16:00 EST (UTC-05) - Truman Bodden Sports Complex, George Town Assistència: 1,400 espectadors Àrbitre: Paul Bretz (Estats Units) |

##### Ronda 2
The winning team, Bermuda, Avança cap a the final of the 2012 NACRA Championship, or Ronda 1A final, to face Zona 2 winners Guyana.
| Posició | Nació        | Partits | Partits  | Partits  | Partits | Punts   | Punts     | Punts      | Taula de punts |
| Posició | Nació        | Jugats  | Guanyats | Empatats | Perduts | A Favor | En contra | Diferència | Taula de punts |
| ------- | ------------ | ------- | -------- | -------- | ------- | ------- | --------- | ---------- | -------------- |
| 1       | Bermudes     | 2       | 2        | 0        | 0       | 23      | 11        | +12        | 8              |
| 2       | Illes Caiman | 2       | 1        | 0        | 1       | 30      | 14        | +16        | 6              |
| 3       | Bahames      | 2       | 0        | 0        | 2       | 15      | 43        | -28        | 0              |

| Bermudes | 7–3     | Illes Caiman | 19 de maig de 2012 16:00 AST (UTC-04) - National Sports Center, Hamilton Àrbitre: Andrew Hosie (Canadà) |
|          | [Fitxa] |              | 19 de maig de 2012 16:00 AST (UTC-04) - National Sports Center, Hamilton Àrbitre: Andrew Hosie (Canadà) |

| Illes Caiman | 27–7    | Bahames | 26 de maig de 2012 16:00 EST (UTC-05) - Truman Bodden Stadium, George Town Assistència: 1,600 espectadors Àrbitre: Tom Lyons (Estats Units) |
|              | [Fitxa] |         | 26 de maig de 2012 16:00 EST (UTC-05) - Truman Bodden Stadium, George Town Assistència: 1,600 espectadors Àrbitre: Tom Lyons (Estats Units) |

| Bahames | 8–16    | Bermudes | 9 de juny de 2012 16:00 EDT (UTC-04) - Winton Rugby Centre, Nassau Assistència: 400 espectadors Àrbitre: Aruna Ranaweera (Estats Units) |
|         | [Fitxa] |          | 9 de juny de 2012 16:00 EDT (UTC-04) - Winton Rugby Centre, Nassau Assistència: 400 espectadors Àrbitre: Aruna Ranaweera (Estats Units) |

#### Zona 2

##### Ronda 1
el guanyador, Barbados, es classifica per la ronda 2 de la zona 2 contra Guyana i Trinitat i Tobago.
| Posició | Nació                          | Partits | Partits  | Partits  | Partits | Punts   | Punts     | Punts      | Taula de punts |
| Posició | Nació                          | Jugats  | Guanyats | Empatats | Perduts | A Favor | En contra | Diferència | Taula de punts |
| ------- | ------------------------------ | ------- | -------- | -------- | ------- | ------- | --------- | ---------- | -------------- |
| 1       | Barbados                       | 2       | 2        | 0        | 0       | 85      | 3         | +82        | 8              |
| 2       | Saint Vincent i les Grenadines | 2       | 0        | 0        | 2       | 3       | 85        | -82        | 0              |

| Plantilla:SVG | 3–34    | Barbados | 7 d'abril de 2012 15:00 AST (UTC-04) - Arnos Vale Cricket Stadium, Arnos Vale Àrbitre: Alwyne Etwah (Guyana) |
|               | [Fitxa] |          | 7 d'abril de 2012 15:00 AST (UTC-04) - Arnos Vale Cricket Stadium, Arnos Vale Àrbitre: Alwyne Etwah (Guyana) |

| Barbados | 51–0    | Plantilla:SVG | 21 d'abril de 2012 16:00 AST (UTC-04) - Garrison Savannah, Bridgetown Assistència: 200 espectadors Àrbitre: Alasdair Robertson (Illes Caiman) |
|          | [Fitxa] |               | 21 d'abril de 2012 16:00 AST (UTC-04) - Garrison Savannah, Bridgetown Assistència: 200 espectadors Àrbitre: Alasdair Robertson (Illes Caiman) |

##### Ronda 2
El guanyador, Guyana, avança a la final de la NACRA Caribbean Championship de 2012, o final de la ronda 1A, contra el guanyador de la zona 1 Bermuda.
| Posició | Nació             | Partits | Partits  | Partits  | Partits | Punts   | Punts     | Punts      | Taula de punts |
| Posició | Nació             | Jugats  | Guanyats | Empatats | Perduts | A Favor | En contra | Diferència | Taula de punts |
| ------- | ----------------- | ------- | -------- | -------- | ------- | ------- | --------- | ---------- | -------------- |
| 1       | Guyana            | 2       | 1        | 1        | 0       | 30      | 10        | +20        | 6              |
| 2       | Trinitat i Tobago | 2       | 1        | 0        | 1       | 32      | 23        | +9         | 4              |
| 3       | Barbados          | 2       | 0        | 1        | 1       | 13      | 42        | -29        | 2              |

| Trinitat i Tobago | 32–3    | Barbados | 5 de maig de 2012 16:00 AST (UTC-04) - St Mary's College GRonda, Port of Spain Assistència: 400 espectadors Àrbitre: Pablo Septien (Mèxic) |
|                   | [Fitxa] |          | 5 de maig de 2012 16:00 AST (UTC-04) - St Mary's College GRonda, Port of Spain Assistència: 400 espectadors Àrbitre: Pablo Septien (Mèxic) |

| Barbados | 10–10   | Guyana | 19 de maig de 2012 16:00 AST (UTC-04) - Garrison Savannah, Bridgetown Assistència: 200 espectadors Àrbitre: Bryan Arciero (Canadà) |
|          | [Fitxa] |        | 19 de maig de 2012 16:00 AST (UTC-04) - Garrison Savannah, Bridgetown Assistència: 200 espectadors Àrbitre: Bryan Arciero (Canadà) |

| Guyana | 20–0    | Trinitat i Tobago | 2 de juny de 2012 16:00 AST (UTC-04) - Providence National Stadium, Georgetown Assistència: 400 espectadors Àrbitre: George Nicholson (Barbados) |
|        | [Fitxa] |                   | 2 de juny de 2012 16:00 AST (UTC-04) - Providence National Stadium, Georgetown Assistència: 400 espectadors Àrbitre: George Nicholson (Barbados) |

#### Final de la ronda 1A: Final de la NACRA Rugby Championship
El guanyador, Bermuda, avança cap a la final de la ronda contra el guanyador de la CONSUR B de 2012, o Ronda 1B, Paraguai.
| Bermudes | 18–0 | Guyana | 23 de juny de 2012 15:30 AST (UTC-04) - National Sports Center, Hamilton Àrbitre: Pablo Septien (Mèxic) |
|          |      |        | 23 de juny de 2012 15:30 AST (UTC-04) - National Sports Center, Hamilton Àrbitre: Pablo Septien (Mèxic) |

### Ronda 1B: CONSUR Rugby Championship B de 2012
L'equip guanyador, Paraguai, avança cap a la final de la ronda 1 contra Bermuda, guanyador de la final de la NACRA Rugby Championship.
| Posició | Nació     | Partits | Partits  | Partits  | Partits | Punts   | Punts     | Punts      | Taula de punts |
| Posició | Nació     | Jugats  | Guanyats | Empatats | Perduts | A Favor | En contra | Diferència | Taula de punts |
| ------- | --------- | ------- | -------- | -------- | ------- | ------- | --------- | ---------- | -------------- |
| 1       | Paraguai  | 3       | 3        | 0        | 0       | 196     | 28        | +168       | 9              |
| 2       | Colòmbia  | 3       | 2        | 0        | 1       | 92      | 66        | +26        | 6              |
| 3       | Veneçuela | 3       | 1        | 0        | 2       | 39      | 116       | –77        | 3              |
| 4       | Perú      | 3       | 0        | 0        | 3       | 29      | 146       | –117       | 0              |

Entre parèntesis el número de rànquing IRB pre-torneig
| Paraguai | 54–17   | Colòmbia | 9 setembre 2012 14:00 PYT (UTC-04) - Estadio Arístides Pineda, Valencia (Veneçuela) Àrbitre: Ricardo Sant'Anna (Brasil) |
|          | [Fitxa] |          | 9 setembre 2012 14:00 PYT (UTC-04) - Estadio Arístides Pineda, Valencia (Veneçuela) Àrbitre: Ricardo Sant'Anna (Brasil) |

| Veneçuela | 28–17   | Perú | 9 setembre 2012 16:00 PYT (UTC-04) - Estadio Arístides Pineda, Valencia (Veneçuela) Àrbitre: Martín Lugo (Paraguai) |
|           | [Fitxa] |      | 9 setembre 2012 16:00 PYT (UTC-04) - Estadio Arístides Pineda, Valencia (Veneçuela) Àrbitre: Martín Lugo (Paraguai) |

| Paraguai | 69–3    | Perú | 12 setembre 2012 14:00 PYT (UTC-04) - Estadio Arístides Pineda, Valencia (Veneçuela) Àrbitre: Ricardo Sant'Anna (Brasil) |
|          | [Fitxa] |      | 12 setembre 2012 14:00 PYT (UTC-04) - Estadio Arístides Pineda, Valencia (Veneçuela) Àrbitre: Ricardo Sant'Anna (Brasil) |

| Veneçuela | 3–26    | Colòmbia | 12 setembre 2012 16:00 PYT (UTC-04) - Estadio Arístides Pineda, Valencia (Veneçuela) Àrbitre: Matías Fresia (Argentina) |
|           | [Fitxa] |          | 12 setembre 2012 16:00 PYT (UTC-04) - Estadio Arístides Pineda, Valencia (Veneçuela) Àrbitre: Matías Fresia (Argentina) |

| Colòmbia | 49–9    | Perú | 15 setembre 2012 14:00 PYT (UTC-04) - Estadio Arístides Pineda, Valencia (Veneçuela) Àrbitre: Jean Paul Casanova (Xile) |
|          | [Fitxa] |      | 15 setembre 2012 14:00 PYT (UTC-04) - Estadio Arístides Pineda, Valencia (Veneçuela) Àrbitre: Jean Paul Casanova (Xile) |

| Veneçuela | 8–73    | Paraguai | 15 setembre 2012 16:00 PYT (UTC-04) - Estadio Arístides Pineda, Valencia (Veneçuela) Àrbitre: Matías Fresia (Argentina) |
|           | [Fitxa] |          | 15 setembre 2012 16:00 PYT (UTC-04) - Estadio Arístides Pineda, Valencia (Veneçuela) Àrbitre: Matías Fresia (Argentina) |

### Ronda 1 Final
Paraguai, que jugava a casa al tenir millor rànquing IRB, va batre a Bermuda i va avançar a la ronda 2.
| Paraguai | 29–14   | Bermudes | 29 setembre 2012 16:00 PYT (UTC-04) - Club Universitario de Asunción, Asunción, Paraguai Assistència: 2,500 espectadors Àrbitre: Joaquin Montes (Uruguai) |
|          | [Fitxa] |          | 29 setembre 2012 16:00 PYT (UTC-04) - Club Universitario de Asunción, Asunción, Paraguai Assistència: 2,500 espectadors Àrbitre: Joaquin Montes (Uruguai) |

### Ronda 2 Final: CONSUR A/B playoff pel descens
Paraguai i Brasil, s'enfrontarien en un play-off a partit únic per dirimir qui ocupava la tercera plaça l'edició de 2013 de la Consur A. En aquesta fase de la competició ja tan sols podien optar a jugar a Anglaterra 2015 els equips participants en la CONSUR A del 2013.
El partit es va jugar a São Paulo, ja que Brasil tenia millor coeficient IRB, davant de 10.000 espectadors.
| Brasil | 35–22   | Paraguai | 27 d'octubre de 2012 13:30 BRT (UTC-03) - Estádio Nicolau Alayon, São Paulo Assistència: 10,000 espectadors Àrbitre: Federico Anselmi (Argentina) |
|        | [Fitxa] |          | 27 d'octubre de 2012 13:30 BRT (UTC-03) - Estádio Nicolau Alayon, São Paulo Assistència: 10,000 espectadors Àrbitre: Federico Anselmi (Argentina) |

## Ronda 3

### Ronda 3A: CONSUR Rugby Championship A de 2013
L'edició de la CONSUR Rugby Championship A de 2013 la disputarien Argentina, Xile, Uruguai i Brasil entre el 27 d'abril i el 4 de maig de 2013. Es tractava d'una lliga a una sola volta. Al estar Argentina ja classificada, a efectes de la classificació del mundial no es van tenir en compte els partits dels Pumas a la resta de seleccions.
| Posició | Nació   | Partits | Partits  | Partits  | Partits | Punts   | Punts     | Punts      | Taula de punts |
| Posició | Nació   | Jugats  | Guanyats | Empatats | Perduts | A Favor | En contra | Diferència | Taula de punts |
| ------- | ------- | ------- | -------- | -------- | ------- | ------- | --------- | ---------- | -------------- |
| 1       | Uruguai | 2       | 2        | 0        | 0       | 81      | 16        | +65        | 6              |
| 2       | Xile    | 2       | 1        | 0        | 1       | 47      | 45        | +2         | 3              |
| 3       | Brasil  | 2       | 0        | 0        | 2       | 29      | 96        | –67        | 0              |

| Xile | 38–22   | Brasil | 27 d'abril de 2013 18:00 CLT (UTC-04) - Estadio Municipal Germán Becker, Temuco, Xile Àrbitre: Claudio Antonio (Argentina) |
|      | [Fitxa] |        | 27 d'abril de 2013 18:00 CLT (UTC-04) - Estadio Municipal Germán Becker, Temuco, Xile Àrbitre: Claudio Antonio (Argentina) |

| Uruguai | 58–7    | Brasil | 1 de maig de 2013 15:45 UYT (UTC-03) - Estadio Charrúa, Montevideo, Uruguai Àrbitre: Juan Sylvestre (Argentina) |
|         | [Fitxa] |        | 1 de maig de 2013 15:45 UYT (UTC-03) - Estadio Charrúa, Montevideo, Uruguai Àrbitre: Juan Sylvestre (Argentina) |

| Uruguai | 23–9    | Xile | 4 de maig de 2013 15:45 UYT (UTC-03) - Estadio Charrúa, Montevideo, Uruguai Àrbitre: Francisco Pastrana (Argentina) |
|         | [Fitxa] |      | 4 de maig de 2013 15:45 UYT (UTC-03) - Estadio Charrúa, Montevideo, Uruguai Àrbitre: Francisco Pastrana (Argentina) |

### Ronda 3B: Playoff entre Canadà i Estats Units
Tal com establia el reglament del torneig, una de les places per al mundial se la disputarien Canada i els Estats Units. El perdedor hauria de jugar amb Uruguai per decidir la segona plaça. L'enfrontament entre les dues potències de Nord-amèrica es disputa l'agost de 2013 a doble volta. Canada batria als Estats Units aconseguint el seu bitllet per Anglaterra.
| Estats Units                    | 9–27    | Canadà | 17 d'agost de 2013 18:30 EDT (UTC-04) - Blackbaud Stadium, Charleston, South Carolina Assistència: 5,258 espectadors Àrbitre: Leighton Hodges (Gal·les) |
| Pen.: Wyles (3/5) 40', 60', 75' | [Fitxa] | Assaigs: Mack 1' c Jones 50' c van der Merwe 63' c Con.: Pritchard (3/3) 1', 51', 64' Pen.: Pritchard (2/2) 14', 38' | 17 d'agost de 2013 18:30 EDT (UTC-04) - Blackbaud Stadium, Charleston, South Carolina Assistència: 5,258 espectadors Àrbitre: Leighton Hodges (Gal·les) |

| FB             | 15 | Chris Wyles      |  |     |
| RW             | 14 | Takudzwa Ngwenya |  |     |
| OC             | 13 | Seamus Kelly     |  | 24' |
| IC             | 12 | Andrew Suniula   |  |     |
| LW             | 11 | Blaine Scully    |  |     |
| FH             | 10 | Toby L'Estrange  |  | 68' |
| SH             | 9  | Mike Petri       |  | 70' |
| N8             | 8  | Todd Clever (c)  |  |     |
| OF             | 7  | Peter Dahl       |  | 37' |
| BF             | 6  | Scott LaValla    |  | 70' |
| RL             | 5  | Samu Manoa       |  |     |
| LL             | 4  | Louis Stanfill   |  |     |
| TP             | 3  | Eric Fry         |  | 60' |
| HK             | 2  | Chris Biller     |  | 70' |
| LP             | 1  | Shawn Pittman    |  | 70' |
| Substitucions: |    |                  |  |     |
| HK             | 16 | Zach Fenoglio    |  | 70' |
| PR             | 17 | Titi Lamositele  |  | 70' |
| PR             | 18 | Phil Thiel       |  | 60' |
| LK             | 19 | Brian Doyle      |  | 37' |
| N8             | 20 | Cam Dolan        |  | 70' |
| SH             | 21 | Robbie Shaw      |  | 70' |
| FH             | 22 | Folau Niua       |  | 68' |
| CE             | 23 | Roland Suniula   |  | 24' |
| Entrenador:    |    |                  |  |     |
| Mike Tolkin    |    |                  |  |     |

| FB             | 15 | James Pritchard     |  |     |
| RW             | 14 | Matt Evans          |  | 65' |
| OC             | 13 | Ciaran Hearn        |  |     |
| IC             | 12 | Nick Blevins        |  |     |
| LW             | 11 | DTH van der Merwe   |  |     |
| FH             | 10 | Harry Jones         |  | 68' |
| SH             | 9  | Phil Mack           |  | 74' |
| N8             | 8  | Aaron Carpenter (c) |  | 65' |
| OF             | 7  | John Moonlight      |  |     |
| BF             | 6  | Tyler Ardron        |  |     |
| RL             | 5  | Jamie Cudmore       |  | 40' |
| LL             | 4  | Jebb Sinclair       |  |     |
| TP             | 3  | Jason Marshall      |  | 70' |
| HK             | 2  | Ryan Hamilton       |  | 40' |
| LP             | 1  | Andrew Tiedemann    |  | 57' |
| Substitucions: |    |                     |  |     |
| HK             | 16 | Ray Barkwill        |  | 40' |
| PR             | 17 | Tom Dolezel         |  | 57' |
| PR             | 18 | Doug Wooldridge     |  | 70' |
| LK             | 19 | Tyler Hotson        |  | 40' |
| FL             | 20 | Nanyak Dala         |  | 65' |
| SH             | 21 | Sean White          |  | 74' |
| FH             | 22 | Nathan Hirayama     |  | 68' |
| CE             | 23 | Phil Mackenzie      |  | 65' |
| Entrenador:    |    |                     |  |     |
| Kieran Crowley |    |                     |  |     |

| FB             | 15 | Chris Wyles      |  |     |
| RW             | 14 | Takudzwa Ngwenya |  |     |
| OC             | 13 | Seamus Kelly     |  | 24' |
| IC             | 12 | Andrew Suniula   |  |     |
| LW             | 11 | Blaine Scully    |  |     |
| FH             | 10 | Toby L'Estrange  |  | 68' |
| SH             | 9  | Mike Petri       |  | 70' |
| N8             | 8  | Todd Clever (c)  |  |     |
| OF             | 7  | Peter Dahl       |  | 37' |
| BF             | 6  | Scott LaValla    |  | 70' |
| RL             | 5  | Samu Manoa       |  |     |
| LL             | 4  | Louis Stanfill   |  |     |
| TP             | 3  | Eric Fry         |  | 60' |
| HK             | 2  | Chris Biller     |  | 70' |
| LP             | 1  | Shawn Pittman    |  | 70' |
| Substitucions: |    |                  |  |     |
| HK             | 16 | Zach Fenoglio    |  | 70' |
| PR             | 17 | Titi Lamositele  |  | 70' |
| PR             | 18 | Phil Thiel       |  | 60' |
| LK             | 19 | Brian Doyle      |  | 37' |
| N8             | 20 | Cam Dolan        |  | 70' |
| SH             | 21 | Robbie Shaw      |  | 70' |
| FH             | 22 | Folau Niua       |  | 68' |
| CE             | 23 | Roland Suniula   |  | 24' |
| Entrenador:    |    |                  |  |     |
| Mike Tolkin    |    |                  |  |     |

| FB             | 15 | James Pritchard     |  |     |
| RW             | 14 | Matt Evans          |  | 65' |
| OC             | 13 | Ciaran Hearn        |  |     |
| IC             | 12 | Nick Blevins        |  |     |
| LW             | 11 | DTH van der Merwe   |  |     |
| FH             | 10 | Harry Jones         |  | 68' |
| SH             | 9  | Phil Mack           |  | 74' |
| N8             | 8  | Aaron Carpenter (c) |  | 65' |
| OF             | 7  | John Moonlight      |  |     |
| BF             | 6  | Tyler Ardron        |  |     |
| RL             | 5  | Jamie Cudmore       |  | 40' |
| LL             | 4  | Jebb Sinclair       |  |     |
| TP             | 3  | Jason Marshall      |  | 70' |
| HK             | 2  | Ryan Hamilton       |  | 40' |
| LP             | 1  | Andrew Tiedemann    |  | 57' |
| Substitucions: |    |                     |  |     |
| HK             | 16 | Ray Barkwill        |  | 40' |
| PR             | 17 | Tom Dolezel         |  | 57' |
| PR             | 18 | Doug Wooldridge     |  | 70' |
| LK             | 19 | Tyler Hotson        |  | 40' |
| FL             | 20 | Nanyak Dala         |  | 65' |
| SH             | 21 | Sean White          |  | 74' |
| FH             | 22 | Nathan Hirayama     |  | 68' |
| CE             | 23 | Phil Mackenzie      |  | 65' |
| Entrenador:    |    |                     |  |     |
| Kieran Crowley |    |                     |  |     |

| Jugador del partit: · Phil Mack Jutges de línia: · JP Doyle (Anglaterra) · Marius Mitrea (Italy) · Àrbitres de TV: · Jim Yuille (Escòcia) |

| Canadà                                                                                  | 13–11   | Estats Units                                                        | 24 d'agost de 2013 16:00 EDT (UTC-04) - BMO Field, Toronto Assistència: 10,207 espectadors Àrbitre: JP Doyle (Anglaterra) |
| Assaigs: Pritchard 22' m Marshall 60' m Con.: Pritchard (0/2) Pen.: Pritchard (1/3) 20' | [Fitxa] | Assaigs: Ngwenya 16' m Con.: Wyles (0/1) Pen.: Wyles (2/4) 40', 66' | 24 d'agost de 2013 16:00 EDT (UTC-04) - BMO Field, Toronto Assistència: 10,207 espectadors Àrbitre: JP Doyle (Anglaterra) |

| FB             | 15 | James Pritchard     |                     | 66' |
| RW             | 14 | Matt Evans          |                     |     |
| OC             | 13 | Ciaran Hearn        |                     |     |
| IC             | 12 | Nick Blevins        |                     |     |
| LW             | 11 | DTH van der Merwe   |                     |     |
| FH             | 10 | Harry Jones         |                     |     |
| SH             | 9  | Phil Mack           |                     | 63' |
| N8             | 8  | Aaron Carpenter (c) |                     |     |
| OF             | 7  | John Moonlight      |                     |     |
| BF             | 6  | Tyler Ardron        |                     |     |
| RL             | 5  | Tyler Hotson        |                     |     |
| LL             | 4  | Jebb Sinclair       |                     | 55' |
| TP             | 3  | Jason Marshall      |                     | 76' |
| HK             | 2  | Ray Barkwill        |                     |     |
| LP             | 1  | Andrew Tiedemann    |                     | 40' |
| Substitucions: |    |                     |                     |     |
| PR             | 16 | Tom Dolezel         |                     | 40' |
| PR             | 17 | Doug Wooldridge     |                     | 76' |
| HK             | 18 | Aaron Flagg         |                     |     |
| LK             | 19 | Jon Phelan          |                     |     |
| FL             | 20 | Nanyak Dala         | del 65' fins el 75' | 55' |
| SH             | 21 | Sean White          |                     | 63' |
| FH             | 22 | Nathan Hirayama     |                     | 66' |
| CE             | 23 | Phil Mackenzie      |                     |     |
| Entrenador:    |    |                     |                     |     |
| Kieran Crowley |    |                     |                     |     |

| FB             | 15 | Blaine Scully    |  |     |
| RW             | 14 | Takudzwa Ngwenya |  |     |
| OC             | 13 | Chris Wyles      |  |     |
| IC             | 12 | Andrew Suniula   |  | 60' |
| LW             | 11 | Luke Hume        |  |     |
| FH             | 10 | Toby L'Estrange  |  |     |
| SH             | 9  | Robbie Shaw      |  | 55' |
| N8             | 8  | Todd Clever (c)  |  |     |
| OF             | 7  | Peter Dahl       |  | 67' |
| BF             | 6  | Scott LaValla    |  |     |
| RL             | 5  | Brian Doyle      |  |     |
| LL             | 4  | Louis Stanfill   |  | 55' |
| TP             | 3  | Eric Fry         |  | 50' |
| HK             | 2  | Chris Biller     |  | 66' |
| LP             | 1  | Shawn Pittman    |  |     |
| Substitucions: |    |                  |  |     |
| HK             | 16 | Zach Fenoglio    |  | 66' |
| PR             | 17 | Titi Lamositele  |  | 50' |
| PR             | 18 | Phil Thiel       |  |     |
| N8             | 19 | Cam Dolan        |  | 55' |
| LK             | 20 | Derek Asbun      |  | 67' |
| SH             | 21 | Mike Petri       |  | 55' |
| FH             | 22 | Folau Niua       |  | 60' |
| CE             | 23 | Roland Suniula   |  |     |
| Entrenador:    |    |                  |  |     |
| Mike Tolkin    |    |                  |  |     |

| FB             | 15 | James Pritchard     |                     | 66' |
| RW             | 14 | Matt Evans          |                     |     |
| OC             | 13 | Ciaran Hearn        |                     |     |
| IC             | 12 | Nick Blevins        |                     |     |
| LW             | 11 | DTH van der Merwe   |                     |     |
| FH             | 10 | Harry Jones         |                     |     |
| SH             | 9  | Phil Mack           |                     | 63' |
| N8             | 8  | Aaron Carpenter (c) |                     |     |
| OF             | 7  | John Moonlight      |                     |     |
| BF             | 6  | Tyler Ardron        |                     |     |
| RL             | 5  | Tyler Hotson        |                     |     |
| LL             | 4  | Jebb Sinclair       |                     | 55' |
| TP             | 3  | Jason Marshall      |                     | 76' |
| HK             | 2  | Ray Barkwill        |                     |     |
| LP             | 1  | Andrew Tiedemann    |                     | 40' |
| Substitucions: |    |                     |                     |     |
| PR             | 16 | Tom Dolezel         |                     | 40' |
| PR             | 17 | Doug Wooldridge     |                     | 76' |
| HK             | 18 | Aaron Flagg         |                     |     |
| LK             | 19 | Jon Phelan          |                     |     |
| FL             | 20 | Nanyak Dala         | del 65' fins el 75' | 55' |
| SH             | 21 | Sean White          |                     | 63' |
| FH             | 22 | Nathan Hirayama     |                     | 66' |
| CE             | 23 | Phil Mackenzie      |                     |     |
| Entrenador:    |    |                     |                     |     |
| Kieran Crowley |    |                     |                     |     |

| FB             | 15 | Blaine Scully    |  |     |
| RW             | 14 | Takudzwa Ngwenya |  |     |
| OC             | 13 | Chris Wyles      |  |     |
| IC             | 12 | Andrew Suniula   |  | 60' |
| LW             | 11 | Luke Hume        |  |     |
| FH             | 10 | Toby L'Estrange  |  |     |
| SH             | 9  | Robbie Shaw      |  | 55' |
| N8             | 8  | Todd Clever (c)  |  |     |
| OF             | 7  | Peter Dahl       |  | 67' |
| BF             | 6  | Scott LaValla    |  |     |
| RL             | 5  | Brian Doyle      |  |     |
| LL             | 4  | Louis Stanfill   |  | 55' |
| TP             | 3  | Eric Fry         |  | 50' |
| HK             | 2  | Chris Biller     |  | 66' |
| LP             | 1  | Shawn Pittman    |  |     |
| Substitucions: |    |                  |  |     |
| HK             | 16 | Zach Fenoglio    |  | 66' |
| PR             | 17 | Titi Lamositele  |  | 50' |
| PR             | 18 | Phil Thiel       |  |     |
| N8             | 19 | Cam Dolan        |  | 55' |
| LK             | 20 | Derek Asbun      |  | 67' |
| SH             | 21 | Mike Petri       |  | 55' |
| FH             | 22 | Folau Niua       |  | 60' |
| CE             | 23 | Roland Suniula   |  |     |
| Entrenador:    |    |                  |  |     |
| Mike Tolkin    |    |                  |  |     |

| Jutges de línia: Leighton Hodges (Gal·les) Marius Mitrea (Italy) Àrbitres de TV: Jim Yuille (Escòcia) |

### Ronda 3 Final: NACRA-CONSUR playoff
Tal com establia el reglament del torneig, la segona plaça per al mundial se la disputarien l'equip derrotat en el play-off entre Canada i els Estats Units i el darrer supervivent de tota la fase de classificació, en aquest cas uruguai. El perdedor hauria de jugar la repesca amb un equip asiàtic, un europeu i un africà. Estats Units batria Uruguai aconseguint el seu bitllet per Anglaterra.
| Uruguai                                                                                                   | 27–27   | Estats Units                                                                                         | 22 març 2014 16:00 UYT (UTC-03) - Estadio Charrúa, Montevideo Àrbitre: Mathieu Raynal (França) |
| Assaigs: Prada 32' c Ormaechea 73' m Con.: Berchesi (1/2) 33' Pen.: Berchesi (5/8) 4', 22', 30', 36', 42' | [Fitxa] | Assaigs: Thiel 38' c Manoa 46' c Wyles 53' c Con.: Niua (3/3) 39', 47', 54' Pen.: Niua (2/3) 2', 27' | 22 març 2014 16:00 UYT (UTC-03) - Estadio Charrúa, Montevideo Àrbitre: Mathieu Raynal (França) |

| FB             | 15 | Gastón Mieres            |                     |     |
| RW             | 14 | Leandro Leivas           |                     |     |
| OC             | 13 | Joaquín Prada            |                     |     |
| IC             | 12 | Andrés Vilaseca          |                     | 55' |
| LW             | 11 | Jerónimo Etcheverry      |                     | 63' |
| FH             | 10 | Felipe Berchesi          |                     |     |
| SH             | 9  | Agustín Ormaechea        |                     |     |
| N8             | 8  | Alejandro Nieto          |                     |     |
| OF             | 7  | Diego Magno              | del 26' fins el 36' |     |
| BF             | 6  | Juan Manuel Gaminara     |                     |     |
| RL             | 5  | Santiago Vilaseca        |                     | 55' |
| LL             | 4  | Mathias Palomeque        |                     | 75' |
| TP             | 3  | Oscar Durán              |                     | 40' |
| HK             | 2  | Arturo Avalo (c)         |                     | 50' |
| LP             | 1  | Alejo Corral             |                     | 56' |
| Substitucions: |    |                          |                     |     |
| LK             | 16 | Cristofer Soares De Lima |                     | 75' |
| PR             | 17 | Rodolfo De Mula          |                     | 56' |
| PR             | 18 | Mario Sagario            |                     | 40' |
| HK             | 19 | Nicolás Klappenbach      |                     | 50' |
| FL             | 20 | Franco Lamanna           |                     | 55' |
| FL             | 21 | Juan De Freitas          |                     | 55' |
| SH             | 22 | Alejo Durán              |                     |     |
| WG             | 23 | Francisco Bulanti        |                     | 63' |
| Entrenador:    |    |                          |                     |     |
| Pablo Lemoine  |    |                          |                     |     |

| FB             | 15 | Chris Wyles      |                     |     |     |
| RW             | 14 | Blaine Scully    |                     |     |     |
| OC             | 13 | Folau Niua       |                     |     |     |
| IC             | 12 | Andrew Suniula   |                     |     |     |
| LW             | 11 | Tim Maupin       |                     | 40' |     |
| FH             | 10 | Toby L'Estrange  |                     | 74' |     |
| SH             | 9  | Mike Petri       |                     |     |     |
| N8             | 8  | Cam Dolan        |                     |     |     |
| OF             | 7  | Scott LaValla    |                     |     |     |
| BF             | 6  | Todd Clever (c)  |                     | 57' |     |
| RL             | 5  | Samu Manoa       |                     |     |     |
| LL             | 4  | Hayden Smith     |                     | 50' |     |
| TP             | 3  | Eric Fry         |                     |     |     |
| HK             | 2  | Phil Thiel       |                     | 74' |     |
| LP             | 1  | Olive Kilifi     |                     | 63' |     |
| Substitucions: |    |                  |                     |     |     |
| HK             | 16 | Tom Coolican     |                     | 74' |     |
| PR             | 17 | Nicholas Wallace | del 71' fins el 80' | 63' |     |
| PR             | 18 | Titi Lamositele  |                     |     | 72' |
| FL             | 19 | Louis Stanfill   |                     | 50' |     |
| FL             | 20 | Kyle Sumsion     |                     | 57' | 72' |
| FH             | 21 | Shalom Suniula   |                     | 74' |     |
| CE             | 22 | Seamus Kelly     |                     |     |     |
| WG             | 23 | Luke Hume        |                     | 40' |     |
| Entrenador:    |    |                  |                     |     |     |
| Mike Tolkin    |    |                  |                     |     |     |

| FB             | 15 | Gastón Mieres            |                     |     |
| RW             | 14 | Leandro Leivas           |                     |     |
| OC             | 13 | Joaquín Prada            |                     |     |
| IC             | 12 | Andrés Vilaseca          |                     | 55' |
| LW             | 11 | Jerónimo Etcheverry      |                     | 63' |
| FH             | 10 | Felipe Berchesi          |                     |     |
| SH             | 9  | Agustín Ormaechea        |                     |     |
| N8             | 8  | Alejandro Nieto          |                     |     |
| OF             | 7  | Diego Magno              | del 26' fins el 36' |     |
| BF             | 6  | Juan Manuel Gaminara     |                     |     |
| RL             | 5  | Santiago Vilaseca        |                     | 55' |
| LL             | 4  | Mathias Palomeque        |                     | 75' |
| TP             | 3  | Oscar Durán              |                     | 40' |
| HK             | 2  | Arturo Avalo (c)         |                     | 50' |
| LP             | 1  | Alejo Corral             |                     | 56' |
| Substitucions: |    |                          |                     |     |
| LK             | 16 | Cristofer Soares De Lima |                     | 75' |
| PR             | 17 | Rodolfo De Mula          |                     | 56' |
| PR             | 18 | Mario Sagario            |                     | 40' |
| HK             | 19 | Nicolás Klappenbach      |                     | 50' |
| FL             | 20 | Franco Lamanna           |                     | 55' |
| FL             | 21 | Juan De Freitas          |                     | 55' |
| SH             | 22 | Alejo Durán              |                     |     |
| WG             | 23 | Francisco Bulanti        |                     | 63' |
| Entrenador:    |    |                          |                     |     |
| Pablo Lemoine  |    |                          |                     |     |

| FB             | 15 | Chris Wyles      |                     |     |     |
| RW             | 14 | Blaine Scully    |                     |     |     |
| OC             | 13 | Folau Niua       |                     |     |     |
| IC             | 12 | Andrew Suniula   |                     |     |     |
| LW             | 11 | Tim Maupin       |                     | 40' |     |
| FH             | 10 | Toby L'Estrange  |                     | 74' |     |
| SH             | 9  | Mike Petri       |                     |     |     |
| N8             | 8  | Cam Dolan        |                     |     |     |
| OF             | 7  | Scott LaValla    |                     |     |     |
| BF             | 6  | Todd Clever (c)  |                     | 57' |     |
| RL             | 5  | Samu Manoa       |                     |     |     |
| LL             | 4  | Hayden Smith     |                     | 50' |     |
| TP             | 3  | Eric Fry         |                     |     |     |
| HK             | 2  | Phil Thiel       |                     | 74' |     |
| LP             | 1  | Olive Kilifi     |                     | 63' |     |
| Substitucions: |    |                  |                     |     |     |
| HK             | 16 | Tom Coolican     |                     | 74' |     |
| PR             | 17 | Nicholas Wallace | del 71' fins el 80' | 63' |     |
| PR             | 18 | Titi Lamositele  |                     |     | 72' |
| FL             | 19 | Louis Stanfill   |                     | 50' |     |
| FL             | 20 | Kyle Sumsion     |                     | 57' | 72' |
| FH             | 21 | Shalom Suniula   |                     | 74' |     |
| CE             | 22 | Seamus Kelly     |                     |     |     |
| WG             | 23 | Luke Hume        |                     | 40' |     |
| Entrenador:    |    |                  |                     |     |     |
| Mike Tolkin    |    |                  |                     |     |     |

| Jutges de línia: Ignacio Iparaguirre (Argentina) Carlos Poggie (Argentina) Àrbitres de TV: Santiago Borsani (Argentina) |

| Estats Units | 32–13   | Uruguai                                                                       | 29 març 2014 15:30 EDT (UTC-04) - Fifth Third Bank Stadium, Kennesaw, Geòrgia Assistència: 6,300 espectadors Àrbitre: Greg Garner (Anglaterra) |
| Assaigs: Fry 46' c Petri 61' c S. Suniula 66' c A. Suniula 68' m Con.: Wyles (3/4) 47', 62', 67' Pen.: Wyles (2/3) 35', 76' | [Fitxa] | Assaigs: Prada 23' c Con.: Berchesi (1/1) 23' Pen.: Berchesi (2/3) 37', 40+1' | 29 març 2014 15:30 EDT (UTC-04) - Fifth Third Bank Stadium, Kennesaw, Geòrgia Assistència: 6,300 espectadors Àrbitre: Greg Garner (Anglaterra) |

| FB             | 15 | Chris Wyles      |                     |     |     |     |
| RW             | 14 | Blaine Scully    |                     |     |     |     |
| OC             | 13 | Seamus Kelly     |                     | 78' |     |     |
| IC             | 12 | Andrew Suniula   | del 16' fins el 26' | 70' |     |     |
| LW             | 11 | Luke Hume        |                     |     |     |     |
| FH             | 10 | Toby L'Estrange  |                     | 62' |     |     |
| SH             | 9  | Mike Petri       |                     |     |     |     |
| N8             | 8  | Cam Dolan        |                     | 72' |     |     |
| OF             | 7  | Scott LaValla    |                     |     |     |     |
| BF             | 6  | Todd Clever (c)  |                     | 22' | 33' |     |
| RL             | 5  | Samu Manoa       |                     |     |     |     |
| LL             | 4  | Louis Stanfill   |                     | 69' |     |     |
| TP             | 3  | Eric Fry         |                     |     |     | 69' |
| HK             | 2  | Phil Thiel       |                     | 74' |     |     |
| LP             | 1  | Olive Kilifi     |                     | 19' |     |     |
| Substitucions: |    |                  |                     |     |     |     |
| HK             | 16 | Tom Coolican     |                     | 74' |     |     |
| PR             | 17 | Nicholas Wallace | del 21' fins el 31' | 19' |     |     |
| PR             | 18 | Titi Lamositele  |                     | 22' | 33' | 69' |
| LK             | 19 | Tai Tuisamoa     |                     | 69' |     |     |
| FL             | 20 | Kyle Sumsion     |                     | 72' |     |     |
| FH             | 21 | Shalom Suniula   |                     | 62' |     |     |
| WG             | 22 | Tim Maupin       |                     | 70' |     |     |
| CE             | 23 | Folau Niua       |                     | 78' |     |     |
| Entrenador:    |    |                  |                     |     |     |     |
| Mike Tolkin    |    |                  |                     |     |     |     |

| FB             | 15 | Gastón Mieres            |                     |     |     |     |     |
| RW             | 14 | Leandro Leivas           |                     |     |     |     |     |
| OC             | 13 | Joaquín Prada            |                     | 59' |     |     |     |
| IC             | 12 | Andrés Vilaseca          |                     | 9'  |     |     |     |
| LW             | 11 | Jerónimo Etcheverry      |                     |     |     |     |     |
| FH             | 10 | Felipe Berchesi          |                     |     |     |     |     |
| SH             | 9  | Agustín Ormaechea        |                     |     |     |     |     |
| N8             | 8  | Alejandro Nieto          |                     |     |     |     |     |
| OF             | 7  | Diego Magno              |                     | 21' |     |     |     |
| BF             | 6  | Juan Manuel Gaminara     |                     |     |     |     |     |
| RL             | 5  | Mathias Palomeque        |                     | 46' |     |     |     |
| LL             | 4  | Santiago Vilaseca        |                     | 70' |     |     |     |
| TP             | 3  | Oscar Durán              |                     | 35' |     |     |     |
| HK             | 2  | Arturo Avalo (c)         | del 34' fins el 44' |     |     |     | 47' |
| LP             | 1  | Alejo Corral             |                     | 40' |     |     |     |
| Substitucions: |    |                          |                     |     |     |     |     |
| LK             | 16 | Cristofer Soares De Lima |                     | 70' |     |     |     |
| PR             | 17 | Rodolfo De Mula          |                     | 40' |     |     |     |
| PR             | 18 | Mario Sagario            |                     | 35' |     |     |     |
| HK             | 19 | Carlos Pombo             |                     |     | 39' | 45' | 47' |
| FL             | 20 | Franco Lamanna           |                     | 46' |     |     |     |
| FL             | 21 | Juan De Freitas          |                     | 21' |     |     |     |
| SH             | 22 | Alejo Durán              |                     | 59' |     |     |     |
| WG             | 23 | Francisco Bulanti        |                     | 9'  | 39' | 45' |     |
| Entrenador:    |    |                          |                     |     |     |     |     |
| Pablo Lemoine  |    |                          |                     |     |     |     |     |

| FB             | 15 | Chris Wyles      |                     |     |     |     |
| RW             | 14 | Blaine Scully    |                     |     |     |     |
| OC             | 13 | Seamus Kelly     |                     | 78' |     |     |
| IC             | 12 | Andrew Suniula   | del 16' fins el 26' | 70' |     |     |
| LW             | 11 | Luke Hume        |                     |     |     |     |
| FH             | 10 | Toby L'Estrange  |                     | 62' |     |     |
| SH             | 9  | Mike Petri       |                     |     |     |     |
| N8             | 8  | Cam Dolan        |                     | 72' |     |     |
| OF             | 7  | Scott LaValla    |                     |     |     |     |
| BF             | 6  | Todd Clever (c)  |                     | 22' | 33' |     |
| RL             | 5  | Samu Manoa       |                     |     |     |     |
| LL             | 4  | Louis Stanfill   |                     | 69' |     |     |
| TP             | 3  | Eric Fry         |                     |     |     | 69' |
| HK             | 2  | Phil Thiel       |                     | 74' |     |     |
| LP             | 1  | Olive Kilifi     |                     | 19' |     |     |
| Substitucions: |    |                  |                     |     |     |     |
| HK             | 16 | Tom Coolican     |                     | 74' |     |     |
| PR             | 17 | Nicholas Wallace | del 21' fins el 31' | 19' |     |     |
| PR             | 18 | Titi Lamositele  |                     | 22' | 33' | 69' |
| LK             | 19 | Tai Tuisamoa     |                     | 69' |     |     |
| FL             | 20 | Kyle Sumsion     |                     | 72' |     |     |
| FH             | 21 | Shalom Suniula   |                     | 62' |     |     |
| WG             | 22 | Tim Maupin       |                     | 70' |     |     |
| CE             | 23 | Folau Niua       |                     | 78' |     |     |
| Entrenador:    |    |                  |                     |     |     |     |
| Mike Tolkin    |    |                  |                     |     |     |     |

| FB             | 15 | Gastón Mieres            |                     |     |     |     |     |
| RW             | 14 | Leandro Leivas           |                     |     |     |     |     |
| OC             | 13 | Joaquín Prada            |                     | 59' |     |     |     |
| IC             | 12 | Andrés Vilaseca          |                     | 9'  |     |     |     |
| LW             | 11 | Jerónimo Etcheverry      |                     |     |     |     |     |
| FH             | 10 | Felipe Berchesi          |                     |     |     |     |     |
| SH             | 9  | Agustín Ormaechea        |                     |     |     |     |     |
| N8             | 8  | Alejandro Nieto          |                     |     |     |     |     |
| OF             | 7  | Diego Magno              |                     | 21' |     |     |     |
| BF             | 6  | Juan Manuel Gaminara     |                     |     |     |     |     |
| RL             | 5  | Mathias Palomeque        |                     | 46' |     |     |     |
| LL             | 4  | Santiago Vilaseca        |                     | 70' |     |     |     |
| TP             | 3  | Oscar Durán              |                     | 35' |     |     |     |
| HK             | 2  | Arturo Avalo (c)         | del 34' fins el 44' |     |     |     | 47' |
| LP             | 1  | Alejo Corral             |                     | 40' |     |     |     |
| Substitucions: |    |                          |                     |     |     |     |     |
| LK             | 16 | Cristofer Soares De Lima |                     | 70' |     |     |     |
| PR             | 17 | Rodolfo De Mula          |                     | 40' |     |     |     |
| PR             | 18 | Mario Sagario            |                     | 35' |     |     |     |
| HK             | 19 | Carlos Pombo             |                     |     | 39' | 45' | 47' |
| FL             | 20 | Franco Lamanna           |                     | 46' |     |     |     |
| FL             | 21 | Juan De Freitas          |                     | 21' |     |     |     |
| SH             | 22 | Alejo Durán              |                     | 59' |     |     |     |
| WG             | 23 | Francisco Bulanti        |                     | 9'  | 39' | 45' |     |
| Entrenador:    |    |                          |                     |     |     |     |     |
| Pablo Lemoine  |    |                          |                     |     |     |     |     |

| Jutges de línia: David Smortchevsky (Canadà) Andrew McMaster (Canadà) Àrbitres de TV: Jim Yuille (Escòcia) |